# Experimental Aircraft Association
Pour les articles homonymes, voir EAA.
L'Experimental Aircraft Association (EAA) est une association fondée en 1953 par des constructeurs amateurs d'aéronefs aux États-Unis pour développer et faciliter la pratique des sports aériens. Au fil du temps ses missions se sont multipliées et diversifiées. Son premier objectif reste la communication et il n'est pas nécessaire d'être pilote ou propriétaire d'aéronef pour devenir membre de l'EAA.

## 1953-1970: De Milwaukee à Oshkosh
Le 26 janvier 1953 Paul H. Poberezny réunit à Curtiss-Wright Field, Milwaukee la première assemblée d'un groupe de constructeurs amateurs américains, qui prend le nom d' Experimental Aircraft Association en référence à la catégorie Experimental Aircraft. Cette catégorie regroupe dans la réglementation aéronautique américaine les aéronefs à vocation purement sportive ou éducative. L'objectif premier d'EAA, qui se donne pour président Paul H. Poberezny, est d'aider et soutenir les constructeurs amateurs dans leurs réalisations. En février 1953 parait la première édition du journal de l'EAA, The Experimenter. Ce bulletin deviendra par la suite Sport Aviation, un magazine de réputation mondiale. En septembre 1953 se tient, toujours à Curtiss-Wright Field, le premier meeting annuel organisé par l'EAA. En octobre 1953 Ray Stits ouvre à Riverside, Californie, Chapter 1, la première antenne locale de l'EAA. On en compte aujourd'hui plus de 1000 dans le monde.
Dans ses numéros de mai, juin et juillet 1955 la revue Mechanix Illustrated détaille la construction d'un Corben Baby Ace, dont Paul Poberezny a acheté les droits. Une publication qui va susciter de nombreuses vocations et autant d'adhésions à l'EAA. C'est autour du Corben Baby Ace que l'école supérieure St Rita de Chicago monte un projet éducatif à l'origine du programme Schoolflight. L'EAA Aviation Foundation va donc encadrer des ateliers de construction amateur dans les écoles et les universités, popularisant les métiers de l'aéronautique auprès des jeunes américains.
En janvier 1958 parait le premier numéro de Sport Aviation. Curtiss-Wright Field devenant trop petit pour le meeting annuel de l'EAA, l'aéroport de Rockford, Illinois, est choisi en août 1959. En avril 1962 EAA Air Museum Foundation est transformée en organisme à but lucratif pour des raisons fiscales. Le musée de l'EAA deviendra un des plus importants musées privés d'aviation au monde. En août 1964 le siège de l'EAA quitte le sous-sol de la maison de Paul Poberezny à Hales Corners, Wisconsin, pour s'installer dans un bâtiment acheté par l'EAA à Franklin (Wisconsin). Bâtiment qui s'enrichit d'un musée couvert et d'un atelier de restauration d'avions anciens en décembre 1964. En août 1970 le meeting annuel, qui prendra bientôt le nom d'AirVenture, est définitivement transféré à Oshkosh, Wisconsin, pour permettre l'organisation de compétitions sportives durant le rassemblement.

## La réorganisation de 1971 et le mouvementULM
Les membres de l'EAA ayant des centres d'intérêt très divers, trois départements dédiés furent créés en août 1971 : avions anciens (aujourd'hui Vintage Aircraft Association), voltige aérienne (International Aerobatic Club) et Warbirds of America. Chacun de ces départements dispose de sa propre administration et de son propre bulletin d'information. À la même époque EAA Aviation Foundation entreprend des recherches visant à promouvoir l'utilisation de carburant automobile sans plomb sur certains types d'aéronefs. Une démarche qui aboutira en août 1983.
En août 1976 Tom Poberezny, fils Paul Poberezny, prend la direction de l'EAA Aviation Foundation, au cours d'un rassemblement annuel qui restera célèbre : John Moody y présente une aile volante motorisée à l'origine du mouvement ULM. En 1981 sera créé lEAA Ultralight Association et son magazine mensuel Ultralight. En septembre 1982 se tiendra le premier meeting annuel ULM, qui reste le plus important rassemblement au monde en la matière. En décembre 1982 lEAA Ultralight Association devient un département de la National Aeronautic Association (NAA), et la seule autorité en matière d'ULM aux États-Unis, rattachée directement à la Fédération aéronautique internationale (FAI). L'EAA représente donc directement auprès de la FAI les constructeurs amateurs, les activités ULM et les collectionneurs d'avions anciens américains. En juin 1983 elle obtiendra de la FAA que les ULM soient exclus de la réglementation FAR Part 103.

## Nouveau siège, puis nouveau Président
En août 1982 avait débuté la construction de nouveaux bâtiments destinés à loger la direction de l'EAA, un musée aéronautique, plusieurs ateliers, une vaste bibliothèque, un centre de conférences…. AirVenture 1983 rassemble 1521 avions, 40 000 visiteurs de 71 nationalités, 300 forums, séminaires et ateliers, 400 exposants commerciaux. L'année suivante le rassemblement est l'occasion pour la FAA d'autoriser l'utilisation de carburant automobile sans plomb sur les Cessna 120, 140, 180 et 182. On inaugure également lEAA Aviation Center sur Wittman Field, ou l'ensemble des activités de l'EAA ne sera regroupé que le 9 janvier 1984. Le 31 janvier Tom Poberezny annonce la création de lEAA Air Academy, ouverte aux jeunes de 15 à 17 ans.
En janvier parait le premier numéro de Light Plane World, dédié spécifiquement à la construction amateur, aux ULM et aux avions légers de base. Le 31 mai est délivré le 10e Supplemental Type Certificate (STC) autorisant l'emploi de carburant automobile sur un aéronef, plus de 300 types d'avions étant concernés. Toujours en mai, l'EAA fait pression sur la FAA pour faire modifier les règles de certification des avions de sport et d'entrainement de début, limités à un moteur de 100 ch et 2 occupants, afin de limiter les frais de conception et de construction. L'objectif est de relancer la construction d'avions légers. En juillet AirVenture regroupe 1760 avions exposés, mais aussi 12 000 avions en visite, dont un Concorde.
Tandis que Wittman Field s'enrichit de Pioneer Airport, où l'on peut voir voler des avions anciens, puis d'un Eagle Hangar dédié aux Warbirds et à l'aviation de la Seconde Guerre mondiale, la fréquentation des rassemblements annuels progresse régulièrement : 2053 avions exposés en juillet 1988. En avril 1989 Paul Poberezny abandonne la présidence de l'EAA, 37 ans après avoir lancé une organisation forte de 125 000 membres, et son fils Tom est choisi pour lui succéder.

## Défendre l'aviation légère sous toutes ses formes

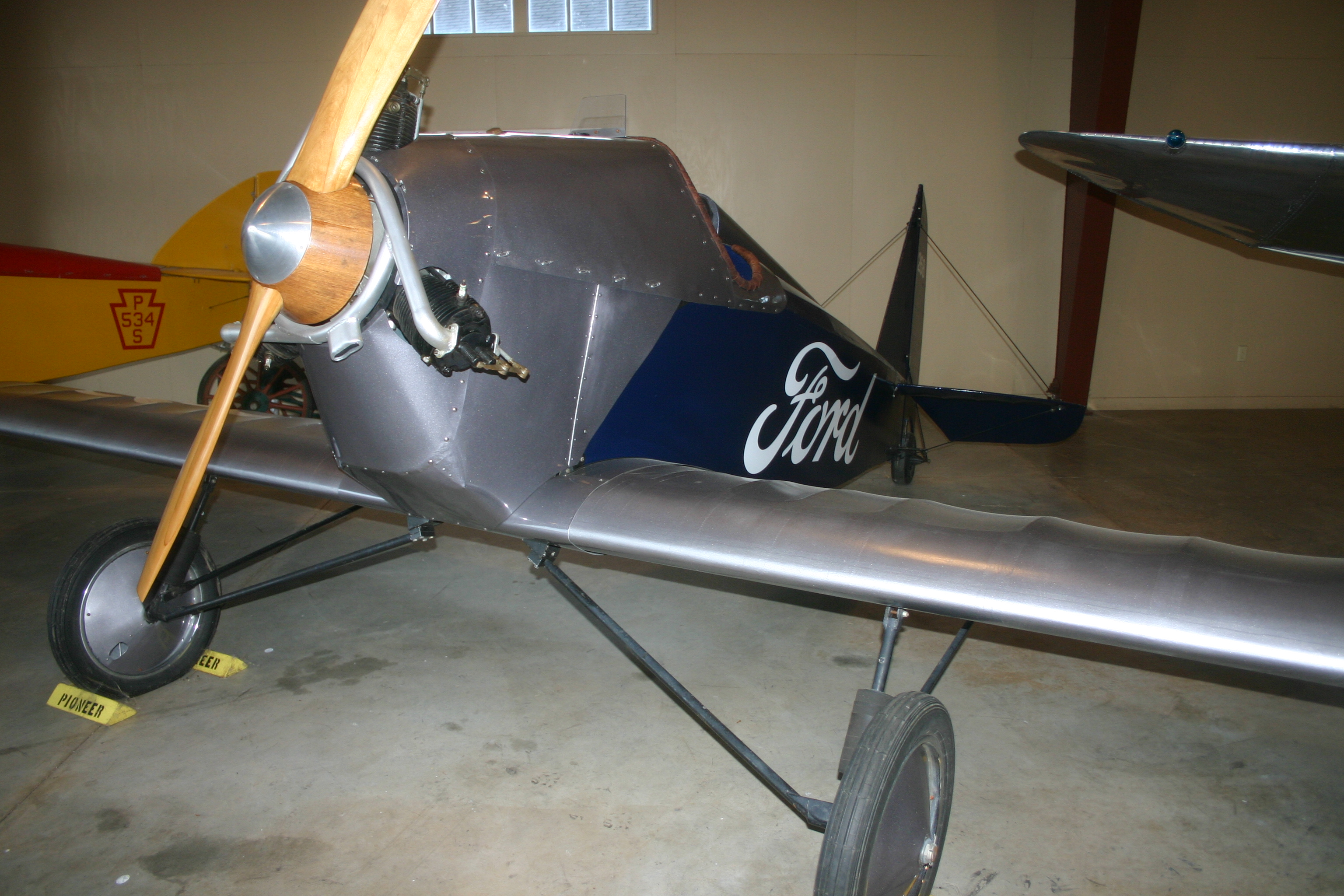
Réplique du Ford Flivver exposée au musée EAA AirVenture, et donnée par le chapitre 159 de l'EAA de Midland (Michigan).

En mai 1989 la FAA lance une licence de pilote de loisir, moins onéreuse que la licence de pilote privé, à la suite d'une initiative de l'EAA datant de 1894. En septembre 1991 la FAA accepte de modifier dans le sens des recommandations de l'EAA les règles d'utilisation d'ULM biplaces pour l'entrainement au pilotage.
AirVenture 1992 est l'occasion d'annoncer un nouveau processus de certification des avions légers (Small Aircraft Certification), procédure sensiblement plus simple que pour les avions commerciaux. 2398 avions sont exposés à Wittman Field entre le 31 juillet et le 6 aout. En mai 1993 deux nouveaux bâtiments sont ajoutés à Pioneer Airport pour exposer des avions datant d'avant la Seconde Guerre mondiale. Le 41e rassemblement annuel voit défiler 800 000 visiteurs, malgré les inondations sévissant dans le Midwest. Le rassemblement est aussi l'occasion d'un record de vitesse en Formule 1 et d'une épreuve de la Coupe du Monde Breitling de voltige aérienne. C'est aussi le lancement du Programme Young Eagle, dont le but est de permettre à tout enfant de 8 à 17 ans d'effectuer un baptême de l'air dans un avion léger.
En novembre 1993 l'EAA accepte de diriger un groupe de travail réunissant industriels et associations pour redynamiser l'aviation légère. Tom Poberezny intervient sur les radios nationales pour démontrer que la construction amateur fait progresser l'industrie aéronautique puis, en février 1994 s'oppose à l'idée de placer le contrôle du trafic aérien entre les mains d'une organisation fédérale unique. En juin 1994 le Young Eagle Day devient international. 2584 avions sont exposés à AirVenture 1994, auquel participent 15 astronautes du programme Apollo, le Secrétaire au Transports, l'administrateur de la FAA et le Chef d'État-major de l'US Air Force. Mais surtout le Président Bill Clinton transforme en loi fédérale le General Aviation Revitalization Act. En septembre on compte plus de 800 antennes locales de l'EAA réparties sur 5 continents.

## Préoccupations réglementaires
À partir de novembre 1995 l'EAA lance un programme destiné à aider les pilotes ayant des difficultés à obtenir leur certificat médical et entreprend dès avril 1996 des négociations avec la FAA sur la réforme des critères de santé requis pour piloter. En 1997 Sport Flying devient une émission télévisée sur le réseau câblé Speedvision. En octobre 1997 l'Agence pour la Protection de l'Environnement approuve les efforts de l'EAA pour promouvoir des peintures aéronautiques propres. En février 1998 ce sont 22 ans d'efforts et de recherches qui aboutissent avec l'autorisation donnée à l'utilisation d'un nouveau carburant avion sans plomb à indice d'octane 82. En janvier 2000 est créé le site internet safetydata pour diffuser plus facilement des informations sur la réglementation, l'entretien et la sécurité dans la construction amateur et pour les utilisateurs d'ULM. En mai 2000 la FAA autorise les membres de l'EAA, de la National Association of Flight Instructors (NAFI) et de la Small Aircraft Manufacturers Association à mettre à disposition d'autres pilotes leurs appareils de construction amateur pour des vols d'entrainement ou de conversion.

## Le 11 septembre et ses conséquences
Après les attaques terroristes sur le World Trade Center et le Pentagone, l'EAA mettra toute son énergie à défendre l'aviation générale, utilisant tous ses contacts auprès de l'Administration Fédérale pour obtenir au plus vite la réouverture de l'espace aérien et à empêcher des restrictions irraisonnées au vol privé. En octobre 2001 il devient possible de créer un plan de vol sur Internet, service gratuit pour tout membre de l'EAA. AirVenture 2002 est l'occasion d'annoncer des facilités négociées avec certains assureurs pour les constructeurs amateurs, mais aussi de lancer une pétition contre une réglementation fédérale visant à interdire tout avion léger à moins de 5 km d'un événement public populaire ou d'un rassemblement en plein air. En septembre 2002 une autre pétition réclame la validation du permis de conduire comme certificat médical pour les titulaires de la licence de ‘pilote de loisir'. En octobre 2003 un million de baptêmes de l'air ont été donnés à des enfants dans le cadre du programme Young Eagle.

## L'actualité de l'EAA
En mars 2004 a été lancée la revue EAA Sport Pilot & Light-Sport Aircraft, tandis que l'acteur Harrison Ford succède au célèbre pilote d'essais Chuck Yeager à la présidence du programme Young Eagle. En septembre 2004, résultat d'efforts continus de l'EAA depuis sa création, une nouvelle réglementation sur les Avions Légers de Sport et une licence de pilote adaptée sont entrés en application aux États-Unis. L'EAA a donc entrepris une vaste campagne d'information sur les possibilités offertes par cette réglementation, mais aussi les structures à mettre en place pour en assurer le succès. Un premier Sport Pilot Tour a été organisé en mars 2005. En avril 2006 la FAA a accepté de revoir la question de l'aptitude médicale des pilotes et une nouvelle réglementation est en cours d'élaboration.